# Official Charts Company
Official Charts Company (OCC), tidigare kallat Chart Information Network (CIN) och Official UK Charts Company, framställer de brittiska topplistorna UK Singles Chart, UK Albums Chart och UK Official Download Chart.
OCC sammanställer listor efter försäljningsstudier av  Millward Brown. Man säger sig täcka 99% av singelmarknaden och 95% av albummarknaden, och målet är att samla information från alla försäljare som säljer minst 100 listplacerade album eller singlar i veckan.

### Fotnoter
1. ↑  ”OCC Information Pack”. OCC. Arkiverad från originalet den 13 april 2008. https://web.archive.org/web/20080413212134/http://www.theofficialcharts.com/docs/Information_Pack_June_2004.pdf. Läst 8 maj 2008.